# Сиваченко, Василий Григорьевич
Василий Григорьевич Сиваченко (1902—1944) — участник Великой Отечественной войны, пулемётчик 125-го стрелкового полка 6-й стрелковой дивизии 7-й гвардейской армии 2-го Украинского фронта, красноармеец. Герой Советского Союза.

## Биография
Родился 17 июня 1902 года в селе Сырово Российской империи, ныне Врадиевского района Николаевской области Украины, в семье крестьянина. Украинец.
Окончил 4 класса школы. Работал на шахте в городе Чистякове (ныне — Торез) Донецкой области Украины.
В Красной Армии с марта 1944 года — был призван Больше-Врадиевским РВК. Участник Великой Отечественной войны с июля 1944 года. Сражался на 2-м Украинском фронте. Принимал участие в освобождении Румынии, Венгрии.
Пулемётчик 125-го стрелкового полка красноармеец Василий Сиваченко в составе роты 18 сентября 1944 года участвовал в прорыве сильно укреплённой обороны противника и уличных боях в населённом пункте Ибанешть (уезд Регин, Румыния), в отражении контратаки крупной группы вражеских солдат, которые пытались вырваться из окружения.
Сиваченко погиб в бою 18 декабря 1944 года. Похоронен в населённом пункте Тар (Венгрия).

## Награды
- Указом Президиума Верховного Совета СССР от 24 марта 1945 года за образцовое выполнение боевых заданий командования на фронте борьбы с немецко-фашистскими захватчиками и проявленные при этом мужество и героизм красноармейцу Сиваченко Василию Григорьевичу присвоено звание Героя Советского Союза.
- Награждён орденом Ленина.

## Память
- Имя Героя увековечено в мемориальном комплексе в посёлке Врадиевка[1].
- В селе Богемка Врадиевского района В. Г. Сиваченко установлен обелиск.
- С 1965 года центральная улица в посёлке шахты «Объединённая» города Тореза носит имя Героя[2].